# ديفيد كامبس
ديفيد كامبس (بالفرنسية: David Camps)‏ هو لاعب كرة قدم فرنسي، ولد في 22 مايو 1990 في فرنسا. لعب مع نادي أوكسير ونادي لوزيناك.

## وصلات خارجية
- ديفيد كامبس على موقع قاعدة بيانات كرة القدم.إي يو (الإنجليزية)